# The Don Harrison Band
The Don Harrison Band was een Amerikaanse rootsrock-band. De band werd in 1976 opgericht door Don Harrison, Stu Cook en Doug Clifford (ex-Creedence Clearwater Revival) en Russell DaShiell (ex-Crowfoot). De band mengde elementen van folk, country, r&b en rock-'n-roll.

## Bezetting
- Don Harrison[3] (geb. 1944) (zang, gitaar, keyboards)
- Stu Cook (basgitaar, piano)
- Doug Clifford (drums, percussie)
- Russell DaShiell[4] (lead/ritmegitaar, piano, zang)
- John Tanner[5] (keyboards)

## Geschiedenis
Don Harrison groeide op in een georganiseerde buurt in Louisville. Hij trad eerst op als zanger in een overigens Afro-Amerikaanse a capella-groep. Hij verkaste in 1962 naar Los Angeles, waar hij optrad in bars en als studiomuzikant. Nadat Creedence Clearwater Revival was ontbonden, hadden Cook en Clifford een studio opgezet in een verbouwd magazijn bekend als The Factory. Eigenlijk waren DaShiell, Cook en Clifford van plan om Harrison te produceren, maar ze besloten om de band samen te formeren met hem. Ze tekenden bij Atlantic Records en maakten hun debuut met een coverversie van Sixteen Tons (1955) van Tennessee Ernie Ford, met Hugh Cregg met harmonica.
Ze brachten de twee albums The Don Harrison Band (april 1976) bij Atlantic Records met The Memphis Horns en Red Hot (januari 1977) bij Wounded Bird Records uit. Het debuutalbum plaatste zich op de 159e plaats in de Billboard 200 en kreeg positieve kritieken. Ze haalden ook de Billboard Hot 100-hitlijst met Sixteen Tons (#47). Red Hot, met John Tanner, kreeg ook positieve reacties, maar was commercieel minder succesvol. Tijdens de hoogtijdagen van de band woonde Don Harrison in Bell Gardens en leidde een bescheiden levensstijl in een lagere middenklasse  buurt, waar hij een multiplex verbouwde tot een bescheiden uitziende eenfamiliewoning.
Een hoogtepunt voor de band was het optreden als openingsact tijdens het Knebworth Festival in 1976, met als hoofdact The Rolling Stones.
Na de ontbinding van de band nam Harrison het soloalbum Not Far From Free op en verdween daarna schijnbaar uit het muziekcircuit. DaShiell nam het soloalbum Elevator op met Cook en Clifford en tekende bij Epic Records. Hij ging verder met werken en opnemen rondom Los Angeles. Cook speelde later bij de band Southern Pacific. De ex-CCR-leden Cook en Clifford gingen ook op tournee met hun band Creedence Clearwater Revisited. Don Harrison woont nu in Utah met zijn familie.

## Discografie

### Singles
- 1976: Sixteen Tons (Atlantic Records)
- 1976: Rock 'n' Roll Records (Atlantic Records)

Don Harrison solo
- 1977: Helter Skelter / Funky Monkey (1977) (Mercury Records, alleen 12" single)

### Albums
- 1976: The Don Harrison Band (Atlantic Records)
- 1977: Red Hot (Atlantic Records)

Don Harrison solo
- 1977: Not Far From Free (Mercury Records)